# Филип Чоловић
Филип Чоловић (Београд, 1978) је српски редитељ и писац. Дипломирао је телевизијску режију и још као апсолвент почео да ради као редитељ у Радио телевизији Србије. У оквиру РТС-а углавном је режирао документарне и драмске садржаје, опробавши се у свим телевизијским формама, укључујући и бројне игране серијале за Школски програм РТС-а.
Његови документарни филмови приказани су на фестивалима широм света, а награђивани су како код нас, тако и у иностранству.
Представљао је Београд и Србију на документарним EBU (Европска радиодифузна унија) пројектима и разменама широм Европе (Истанбул, Женева, Загреб, Барселона).
Редитељ је ТВ филмова Албатрос (ТВ драма) (2011), Оно мало части (2016) и Пролеће на последњем језеру (2020).
Пише поезију и прозу.

## Награде
- Најбољи документарни филм на 50. Фестивалу краткометражног и документарног филма за филм С оне стране моста (2003)
- Златна амфора у Бугарској (Пловдив) за филм Деца скитнице (2003)
- Специјална награда жирија на фестивалу Златни витез у Москви за филм С оне стране моста
- Годишња награда РТС-а за филм У срцу таме (2005)
- Прва награда на 7. фестивалу Ухвати са мном овај дан за филм Поглед у страну (2006), награде и у Риму и Новом Саду
- Help the needy foundation awаrd на међународном филмском фестивалу Балфест за филм Епитаф за снове (2008)
- Награда за најбољи дугометражни документарни филм на 68. Мартовском фестивалу за филм Потреба за мржњом (2020)
- Специјална награда жирија на 11. Underhill фестивалу у Подгорици за филм Потреба за мржњом (2020)

## Документарни филмови
- С оне стране моста, РТС, 2003.
- Деца скитнице, РТС, 2003.
- Пут иза неба, Shortcut studio, 2004.
- У срцу таме, РТС, 2005.
- Поглед у страну, Shortcut studio, 2006.
- Молимо за фину тишину, РТС, 2007.
- Епитаф за снове, Shortcut studio, 2008.
- Другарица Јованка, РТС, 2010.
- Договорени рат, РТС, 2011.
- На раскршћу историје, РТС, 2012.
- Век одважних (100 година Српског ратног ваздухопловства), РТС, 2012.
- Потреба за мржњом, Фабрика филма, 2020.